# Prosperos Bücher
Prosperos Bücher ist ein Film von Peter Greenaway aus dem Jahr 1991. Die komplexe Erzählung geht auf William Shakespeares Drama Der Sturm zurück. Der Film startete am 24. Oktober 1991 in den deutschen Kinos.

## Handlung
Die Tochter des exilierten Zauberers Prospero und der Sohn eines Feindes verlieben sich, und des Zauberers Luftgeist Ariel überzeugt Prospero, Abstand zu nehmen von der geplanten Rache an Verrätern aus seinem früheren Leben. Prospero steht im Film für Shakespeare selbst; er schreibt und erzählt die Handlung, während sie sich zuträgt.

## Hintergrund
John Gielgud war die treibende Kraft hinter diesem Projekt. Er hatte Prospero bereits mehrfach erfolgreich auf der Bühne verkörpert und plante eine Verfilmung des Stoffes. Er verhandelte über die Regie u. a. mit Orson Welles, Akira Kurosawa und Ingmar Bergman, über die Filmmusik mit Benjamin Britten sowie über die Rolle des Caliban mit Albert Finney.
Am weitesten gediehen waren die Planungen im Jahr 1967 mit Orson Welles, der auch die Rolle des Caliban verkörpern sollte. Nachdem jedoch Welles’ Film Falstaff (Chimes at Midnight, basierend auf Shakespeares Figur des Falstaff, mit Gielgud als Heinrich IV.) kommerziell kein Erfolg war, scheiterte die Finanzierung des Projektes.
Der Film ist gegliedert in 24 Kapitel bzw. in mit eingeblendeten Titeln bezeichnete Bücher, die wiederum die Titel von 24 verschollenen Werken Epikurs sind.

## Auszeichnungen
- Bei den BAFTA Award wurden Frans Wamelink, Eve Ramboz und Masao Yamaguchi für die besten visuellen Effekte nominiert.
- Beim Filmfestival Fantasporto wurde Peter Greenaway für den besten Film nominiert.
- Peter Greenaway gewann beim London Critics Circle den AFLS Award für die beste britische technische Leistung des Jahres.
- Beim Filmfestival der Niederlande gewann Kees Kasander als Produzent den Preis für den besten Langfilm.
- Bei den Internationalen Filmfestspielen in Venedig wurde Peter Greenaway für den Goldenen Löwen nominiert.
- Beim Warsaw Film Festival in Warschau gewann er den Publikumspreis.

## Kritiken
film-dienst: „Aufwendige Verfilmung von Shakespeares Märchendrama ‚Der Sturm‘ um menschliche Selbstfindungsprozesse zwischen Illusion und Wirklichkeit. Durch die Erweiterung zu einer weit ausgreifenden Kultur- und Zeitenschau gewinnt der Film neben Shakespeares gleichnishaftem Welttheater zusätzlichen geistigen Gehalt. Dieser ist jedoch durch eine auch die High-Tech-Bildgestaltung nutzende Schaupracht in seiner Wirkung gefährdet und wird oft nur durch die große Schauspielkunst John Gielguds in der Hauptrolle bewahrt.“